# تكضيشت (آيت كدان)
تكضيشت هو دُوَّار يقع بجماعة اوزيوة، إقليم تارودانت، جهة سوس ماسة في المملكة المغربية. ينتمي الدوّار لمشيخة آيت كدان التي تضم 40 دواوير. يقدر عدد سكانه بـ 98 نسمة حسب الإحصاء الرسمي للسكان والسكنى لسنة 2004.

## روابط خارجية
- البوابة الوطنية للجماعات الترابية نسخة محفوظة 12 مارس 2018 على موقع واي باك مشين.
- المندوبية السامية للتخطيط